# 평창알펜시아리조트

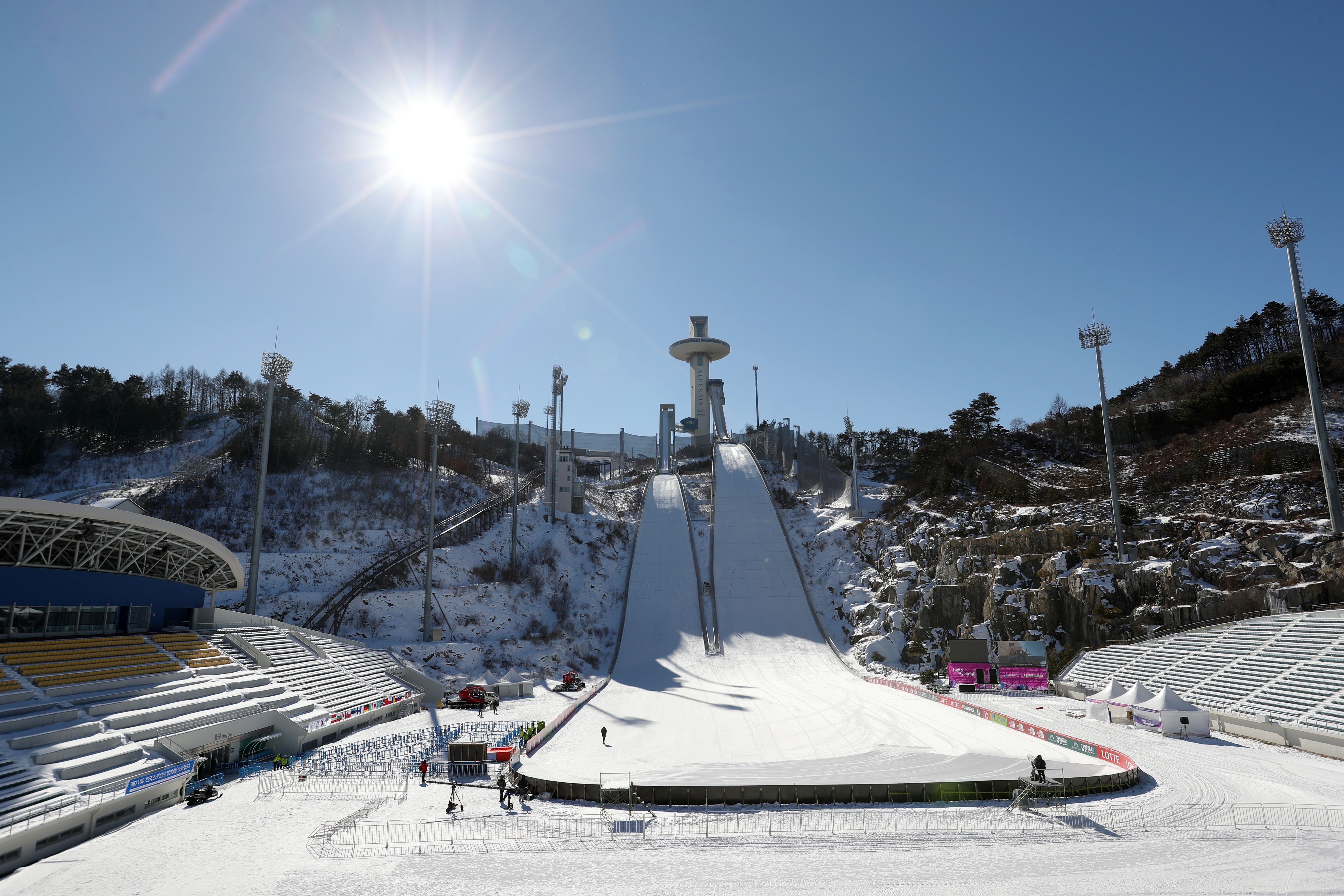
평창알펜시아스키점프센터

평창알펜시아리조트(平昌알펜시아리조트, Pyeongchang Alpensia Resort)는 대한민국 강원특별자치도 평창군 대관령면에 있는 스포츠 시설 단지 및 휴양 시설이다. 2018년 동계 올림픽의 주 개최지이며 강원개발공사 소유이다. 알펜시아 스키점프 경기장 등 동계 스포츠 시설이 있다.
알펜시아(Alpensia)는 알프스(Alps)를 뜻하는 독일어의 알펜(Alpen)과 아시아(Aisa), 판타지아(Fantasia)를 조합한 단어로 ‘환상적인 아시아의 알프스’라는 의미이다.

## 같이 보기
- 평창알펜시아스키점프센터